# Liste der Arbeitsminister San Marinos
Diese Liste gibt einen Überblick über die Arbeitsminister San Marinos.
Das Arbeitsministerium ist eines der zehn 2005 gesetzlich festgelegten Ressorts (Dicasteri). Der Amtsinhaber führt die Bezeichnung Segretario di Stato per il Lavoro. Bis 1997 führte der Arbeitsminister den Titel Deputato, die Bezeichnung Segretario di Stato führten bis zu diesem Zeitpunkt nur die Leiter der Ressorts Äußeres, Inneres und Finanzen.
Die Bezeichnungen des Ressorts wurden mehrfach geändert, zeitweise wurde es auch mit anderen Ressorts zusammengelegt.

## Arbeitsminister seit 1955
| Name                    | Partei     | Amtszeit           | Amtszeit           | Kommentar |
| Name                    | Partei     | von                | bis                | Kommentar |
| ----------------------- | ---------- | ------------------ | ------------------ | --- |
| Eugenio Bernardini      | PCS        | 03. Februar 1955   | 6. September 1955  | Deputato per l’Economia e il Lavoro (Wirtschaft und Arbeit) |
| Vincenzo Pedini         | PCS        | 21. September 1955 | 23. Oktober 1957   | Deputato per l’Economia e il Lavoro (Wirtschaft und Arbeit) |
| Attilio Giannini        | ex-PCS     | 12. November 1957  | 29. September 1959 | Deputato per l’Economia e il Lavoro (Wirtschaft und Arbeit) |
| Gian Luigi Berti        | PDCS       | 29. September 1959 | 12. Dezember 1961  | Deputato per l’Industria e il Lavoro (Industrie und Arbeit) |
| Gian Luigi Berti        | PDCS       | 12. Dezember 1961  | 29. Oktober 1964   | Deputato per il Lavoro (Arbeit) |
| Ferruccio Piva          | PDCS       | 29. Oktober 1964   | 06. November 1969  | Deputato per il Lavoro (Arbeit) |
| Luigi Lonfernini        | PDCS       | 06. November 1969  | 05. Mai 1970       | Deputato per il Lavoro (Arbeit) |
| Pietro Reffi            | PDCS       | 05. Mai 1970       | 27. März 1973      | Deputato per il Lavoro (Arbeit) |
| Pietro Reffi            | PDCS       | 27. März 1973      | 11. November 1974  | Deputato per il Lavoro, l’Artigianato e il Commercio (Arbeit, Handwerk und Handel) |
| Gian Vito Marcucci      | PDCS       | 11. November 1974  | 11. März 1976      | Deputato per il Lavoro e l’Agricultura (Arbeit und Landwirtschaft) |
| Pietro Reffi            | PDCS       | 11. März 1976      | 17. Juli 1978      | Deputato per il Lavoro (Arbeit) |
| Pier Paolo Gasperoni    | PSU        | 17. Juli 1978      | 04. Juli 1983      | Deputato per il Lavoro (Arbeit) |
| Giuseppe Della Balda    | PDCS       | 04. Juli 1983      | 26. Juli 1986      | Deputato per il Lavoro e la Cooperazione e i Rapporti con l’A.A.S.S (Arbeit, Zusammenarbeit und Beziehungen zur A.A.S.S.)                                                                             |
| Piero Natalino Mularoni | PDCS       | 26. Juli 1986      | 20. Februar 1990   | Deputato per il Lavoro e la Cooperazione (Arbeit und Zusammenarbeit) |
| Sante Canducci          | PDCS       | 20. Februar 1990   | 09. Juli 1993      | Deputato per il Lavoro e la Cooperazione (Arbeit und Zusammenarbeit) |
| Claudio Podeschi        | PDCS       | 09. Juli 1993      | 07. Juli 1998      | Deputato per il Lavoro e la Cooperazione (Arbeit und Zusammenarbeit) |
| Romeo Morri             | PDCS       | 07. Juli 1998      | 28. März 2000      | Segretario di Stato il Lavoro e la Cooperazione (Arbeit und Zusammenarbeit) |
| Stefano Macina          | PPDS–IM–CD | 28. März 2000      | 12. Juli 2001      | Segretario di Stato per il Lavoro e la Previdenza, la Programmazione Economica, il Commercio con l’Estero e la Cooperazione (Arbeit und Vorsorge, Wirtschaftsplanung, Außenhandel und Zusammenarbeit) |
| Pier Marino Mularoni    | PDCS       | 12. Juli 2001      | 20. Mai 2002       | Segretario di Stato per il Lavoro e la Cooperazione (Arbeit und Zusammenarbeit) |
| Pier Marino Menicucci   | PDCS       | 20. Mai 2002       | 25. Juni 2002      | Segretario di Stato per il Lavoro e la Cooperazione (Arbeit und Zusammenarbeit) |
| Fernando Bindi          | AP         | 25. Juni 2002      | 16. Dezember 2002  | Segretario di Stato per il Lavoro e la Cooperazione (Arbeit und Zusammenarbeit) |
| Gian Carlo Venturini    | PDCS       | 16. Dezember 2002  | 12. Dezember 2003  | Segretario di Stato per il Lavoro e la Cooperazione (Arbeit und Zusammenarbeit) |
| Paride Andreoli         | PSS/PSD    | 12. Dezember 2003  | 27. Juli 2006      | Segretario di Stato per il Lavoro e la Cooperazione, il Turismo, lo Sport e le Poste (Arbeit und Zusammenarbeit, Tourismus, Sport und Post)                                                           |
| Antonello Bacciocchi    | PSD        | 27. Juli 2006      | 27. November 2007  | Segretario di Stato per il Lavoro, la Cooperazione e le Politiche Giovanili (Arbeit, Zusammenarbeit und Jugendpolitik)                                                                                |
| Pier Marino Mularoni    | PDCS       | 27. November 2007  | 03. Dezember 2008  | Segretario di Stato per il Lavoro, la Cooperazione e le Politiche Giovanili (Arbeit, Zusammenarbeit und Jugendpolitik)                                                                                |
| Gian Marco Marcucci     | EPS        | 03. Dezember 2008  | 01. März 2011      | Segretario di Stato per il Lavoro, la Cooperazione, le Poste (Arbeit, Zusammenarbeit, Post) |
| Francesco Mussoni       | PDCS       | 01. März 2011      | 19. Juli 2012      | Segretario di Stato per il Lavoro, la Cooperazione, le Poste (Arbeit, Zusammenarbeit, Post) |
| Francesco Mussoni       | PDCS       | 20. Juli 2012      | 05. Dezember 2012  | Segretario di Stato per il Lavoro, la Cooperazione, le Poste e le Politiche Giovanili (Arbeit, Zusammenarbeit, Post und Jugendpolitik)                                                                |
| Iro Belluzzi            | PSD        | 05. Dezember 2012  | 27. August 2016    | Segretario di Stato per il Lavoro, Cooperazione e Informazione (Arbeit, Zusammenarbeit und Information)                                                                                               |
| Iro Belluzzi            | PSD        | 27. August 2016    | 27. Dezember 2016  | Segretario di Stato per il Lavoro, Cooperazione, Informazione e Telecomunicazioni (Arbeit, Zusammenarbeit, Information und Telekommunikation)                                                         |
| Andrea Zafferani        | C10        | 27. Dezember 2016  | amtierend          | Segretario di Stato per l’Industria, Artigianato e Commercio, Lavoro, Cooperazione, Telecomunicazioni (Industrie, Handwerk und Handel, Arbeit, Zusammenarbeit, Telekommunikation)                     |

## Parteien
| AP         | Alleanza Popolare                                                                      |
| C10        | Civico 10                                                                              |
| EPS        | Europopolari per San Marino                                                            |
| PCS        | Partito Comunista Sammarinese                                                          |
| PDCS       | Partito Democratico Cristiano Sammarinese                                              |
| PPDS–IM–CD | Partito Progressista Democratico Sammarinese–Idee in Movimento–Convenzione Democratica |
| PSD        | Partito dei Socialisti e dei Democratici                                               |
| PSDIS      | Partito Socialista Democratico Indipendente Sammarinese                                |
| PSS        | Partito Socialista Sammarinese                                                         |
| PSU        | Partito Socialista Unitario                                                            |